# Елена Бертоки
Елена Бертоки (итал. Elena Bertocchi; Милано, 19. септембар 1994) елитна је италијанска скакачица у воду и чланица репрезентације Италије. Њена специјалност су појединачни скокови са даске са висина од једног и од три метра. 
Највећи успех у каријери остварила је на светском првенству 2017. у Будимпешти када је у дисциплини даска 1 метар освојила бронзану медаљу са 296,40 освојених бодова. Двострука је европска и вишеструка италијанска првакиња.